# Турніри 1-ї категорії WTA 2004
Серія тернірів 1-ї категорії WTA - категорія тенісних турнірів Жіночої тенісної асоціації WTA в період з 1988 по 2008 рік.
Таблиця, розташована нижче, показує список Турнірів 1-ї категорії WTA 2004 .

## Список змагань
| Турнір       | Поверхня  | День       | Переможець                       | Фіналіст           | Півфіналіст                       | Чвертьфіналіст                                                          |
| ------------ | --------- | ---------- | -------------------------------- | ------------------ | --------------------------------- | ----------------------------------------------------------------------- |
| Токіо        | Килим (i) | 2 лютого   | Ліндсі Девенпорт 6–4, 6–1        | Магдалена Малеєва  | Чанда Рубін Єлена Докич           | Вінус Вільямс Ай Суґіяма Тетяна Панова Даніела Гантухова                |
| Індіан-Веллс | Хард      | 8 березня  | Жустін Енен-Арденн 6–1, 6–4      | Ліндсі Девенпорт   | Анастасія Мискіна Наталі Деші     | Світлана Кузнецова Кончіта Мартінес Хісела Дулко Фабіола Сулуага        |
| Маямі        | Хард      | 22 березня | Серена Вільямс 6–1, 6–1          | Олена Дементьєва   | Елені Даніліду Надія Петрова      | Джилл Крейбас Кароліна Шпрем Наталі Деші Вінус Вільямс                  |
| Чарлстон     | Ґрунт     | 12 квітня  | Вінус Вільямс 2–6, 6–2, 6–1      | Кончіта Мартінес   | Єлена Костанич Патті Шнідер       | Петра Мандула Віра Звонарьова Ліндсі Девенпорт Надія Петрова            |
| Берлін       | Ґрунт     | 3 травня   | Амелі Моресмо w/o                | Вінус Вільямс      | Кароліна Шпрем Дженніфер Капріаті | Фабіола Сулуага Паола Суарес Анастасія Мискіна Світлана Кузнецова       |
| Рим          | Ґрунт     | 10 травня  | Амелі Моресмо 3–6, 6–3, 7–6(8–6) | Дженніфер Капріаті | Серена Вільямс Віра Звонарьова    | Світлана Кузнецова Анна Смашнова Франческа Ск'явоне Сільвія Фаріна-Елія |
| Сан-Дієго    | Хард      | 26 липня   | Ліндсі Девенпорт 6–1, 6–1        | Анастасія Мискіна  | Віра Звонарьова Олена Дементьєва  | Серена Вільямс Марія Шарапова Ай Суґіяма Емі Фрейзер                    |
| Монреаль     | Хард      | 2 серпня   | Амелі Моресмо 6–1, 6–0           | Олена Лиховцева    | Анастасія Мискіна Віра Звонарьова | Магдалена Малеєва Дженніфер Капріаті Татьяна Головін Кароліна Шпрем     |
| Москва       | Килим (i) | 11 жовтня  | Анастасія Мискіна 7–5, 6–0       | Олена Дементьєва   | Олена Бовіна Ліндсі Девенпорт     | Вінус Вільямс Світлана Кузнецова Віра Звонарьова Франческа Ск'явоне     |
| Цюрих        | Килим (i) | 18 жовтня  | Алісія Молік 4–6, 6–2, 6–3       | Марія Шарапова     | Патті Шнідер Олена Дементьєва     | Паола Суарес Надія Петрова Вінус Вільямс Ай Суґіяма                     |